# Блідча
Блі́дча — село в Україні, у Іванківській селищній громаді Вишгородського району Київської області. Село відноситься до IV зони посиленого радіологічного контролю.

## Розташування
Село розташоване на території Вишгородського району Київської області. Колишній сільській раді були підпорядковані населені пункти Коленці, Коленцівське, Леонівка.
Відстань до районного центру  — 17 кілометрів, до обласного центру та залізниці — 87 кілометрів.

## Назва села
Назва села автентично звучала як «Блітка», себто «блідий пісок» і вже згодом трансформувалося в сучасне «Блідча».

## Населення
Населення села, станом на 2001 рік, становить 683 осіб.
Станом на 1 січня 2008 року в Блідчі проживало 567 осіб. Станом на 2017 рік в Блідчі проживало більше 1000 осіб.[джерело?]

## Історія
Село було засноване в д. п. XVIII століття. Проте, першу появу поселень людини на цій території пов'язують з розташуванням у заплаві річки Таль урочища «Городок».
Щодо перших поселенців не існує одностайної інформації. За однією з версій засновниками Блідчі стали селяни — втікачі з Могильовської губернії. Згідно іншого варіанту граф Браницький, якому й належали землі довкола сучасної Блідчі, виграв у карти в поміщика Могильовської губернії ціле село. Жителів села граф переселив на землі, де будувалася його лісова дача.
7 (20) листопада 1917 року, відповідно до Третього Універсалу Української Центральної Ради, увійшло до складу Української Народної Республіки.
18 листопада 1921 р. під час Листопадового рейду через Блідчу проходила Подільська група (командувач Сергій Чорний) Армії Української Народної Республіки.
435 жителів сіл Блідча, Коленці, Леонівка, хутора Кленцівського не повернулись з фронтів Другої Світової війни. 58 мирних громадян було вбито за період німецько-фашистської окупації.
12 червня 2020 року, відповідно до розпорядження Кабінету Міністрів України № 715-р «Про визначення адміністративних центрів та затвердження територій територіальних громад Київської області», увійшло до складу Іванківської селищної територіальної громади.
19 липня 2020 року, в результаті адміністративно-територіальної реформи та ліквідації Іванківського району, село увійшло до складу новоутвореного Вишгородського району.
З кінця лютого до 1 квітня 2022 року село було окуповане російськими військами.

## Економіка
Основні заняття жителів села — льонарство та скотарство.

## Інфраструктура
У селі є церква, яка розпочала свою діяльність ще 1899 року, школа I—III ступенів, клуб.
Працює Блідчанський комбінат будівельних матеріалів.
На території школи знаходяться Музей бойової слави та пам'ятник загиблим партизанам — ковпаківцям. Музей заснований у 1977 році. Налічує понад 290 експонатів..

## Пам'ятки
- Братська могила[d] воїнів Радянської Армії, які загинули в боях за визволення села Блідча в 1941, 1944 роках від німецько-фашистських загарбників;

## Особистості
В селі народилися:
- Мусієнко Василь Трохимович (нар. 1954) — український скульптор.
- Савченко Степан Григорович (нар. 1937) — заслужений енергетик України (2009), самодіяльний художник, колекціонер живопису.